# 西貝爾法斯特 (英國國會選區)
西貝爾法斯特（英語：Belfast West），英國國會一自治市選區，位於北愛爾蘭貝爾法斯特西部，並包括利斯本區一部。創設於1885年，1918年被廢，1922年恢復。
第一次設立時愛爾蘭議會黨多數時間據有議席。恢復後先後由親英派、工黨，再到親英派佔優。1966年以後變成親愛爾蘭選區，近年由新芬黨和社會民主及勞工黨交替掌握議席。2010年大選中新芬黨格里·亞當斯以71.1%選票勝出該區第三度連任。2011年補選由新芬黨Paul Maskey勝出。2015年英國大選時，Paul Maskey成功連任。
因為新芬黨議員當選後拒絕向英國君主宣誓效忠，所以不能參加英國國會辯論、投票。